# Comandante militar

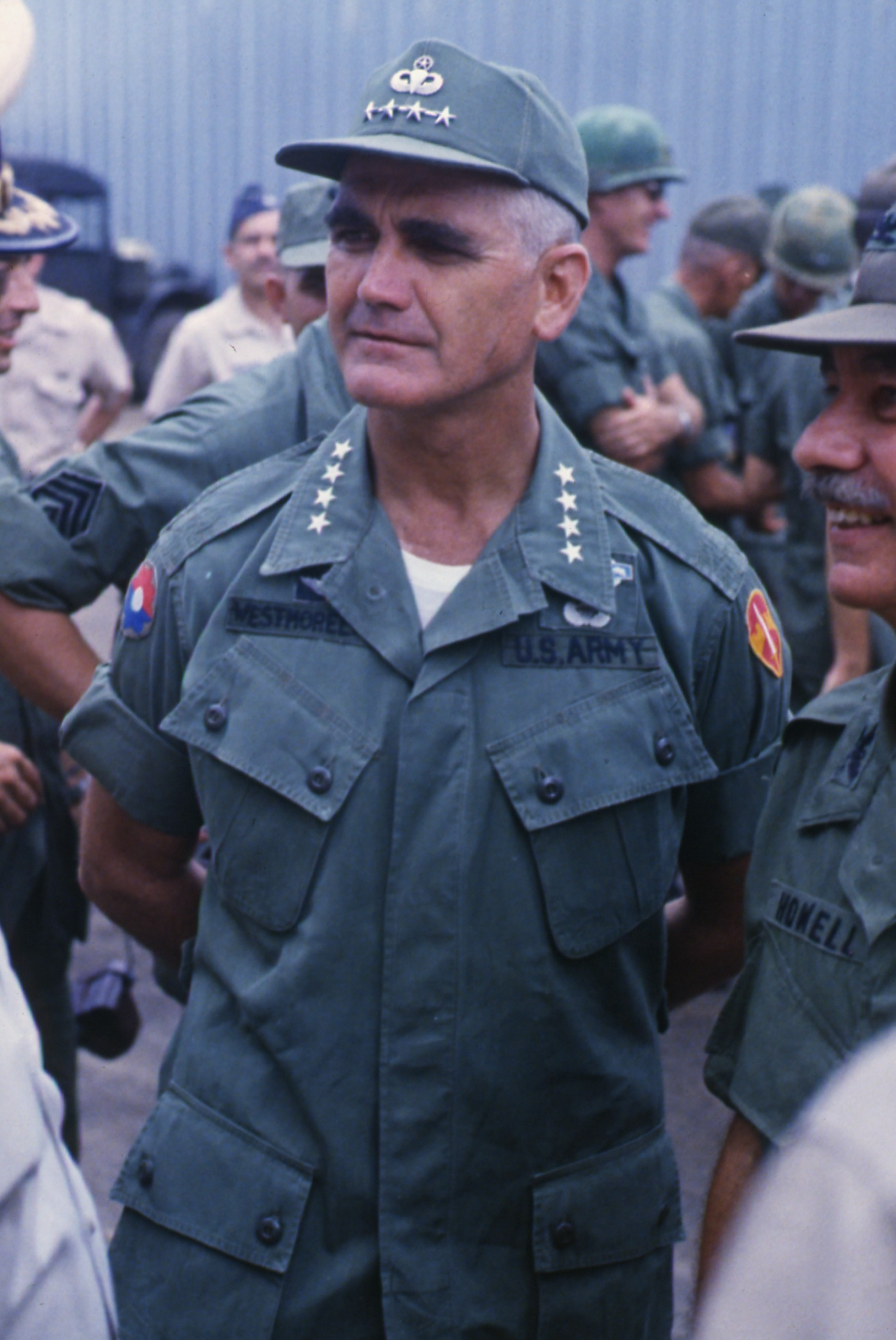
El general William Westmoreland fue comandante de las Fuerzas Armadas de los Estados Unidos en la guerra de Vietnam entre 1964 y 1968, como titular del Comando de Asistencia Militar, Vietnam.

El comandante o jefe es un oficial que ejerce el mando sobre una unidad militar o un ejército. En general, el comandante del ejército de un país es el jefe de Estado, con el cargo de comandante en jefe. El comandante es el único responsable de lo que su unidad haga o deje de hacer. Puede estar asistido por un segundo comandante o segundo jefe y un estado mayor. Estos junto con un comandante constituyen un comando.
La sucesión de comandantes desde superiores hasta subordinados a través de la cual se ejerce el mando, constituye la cadena de mando.